# Architektur in Sierra Leone

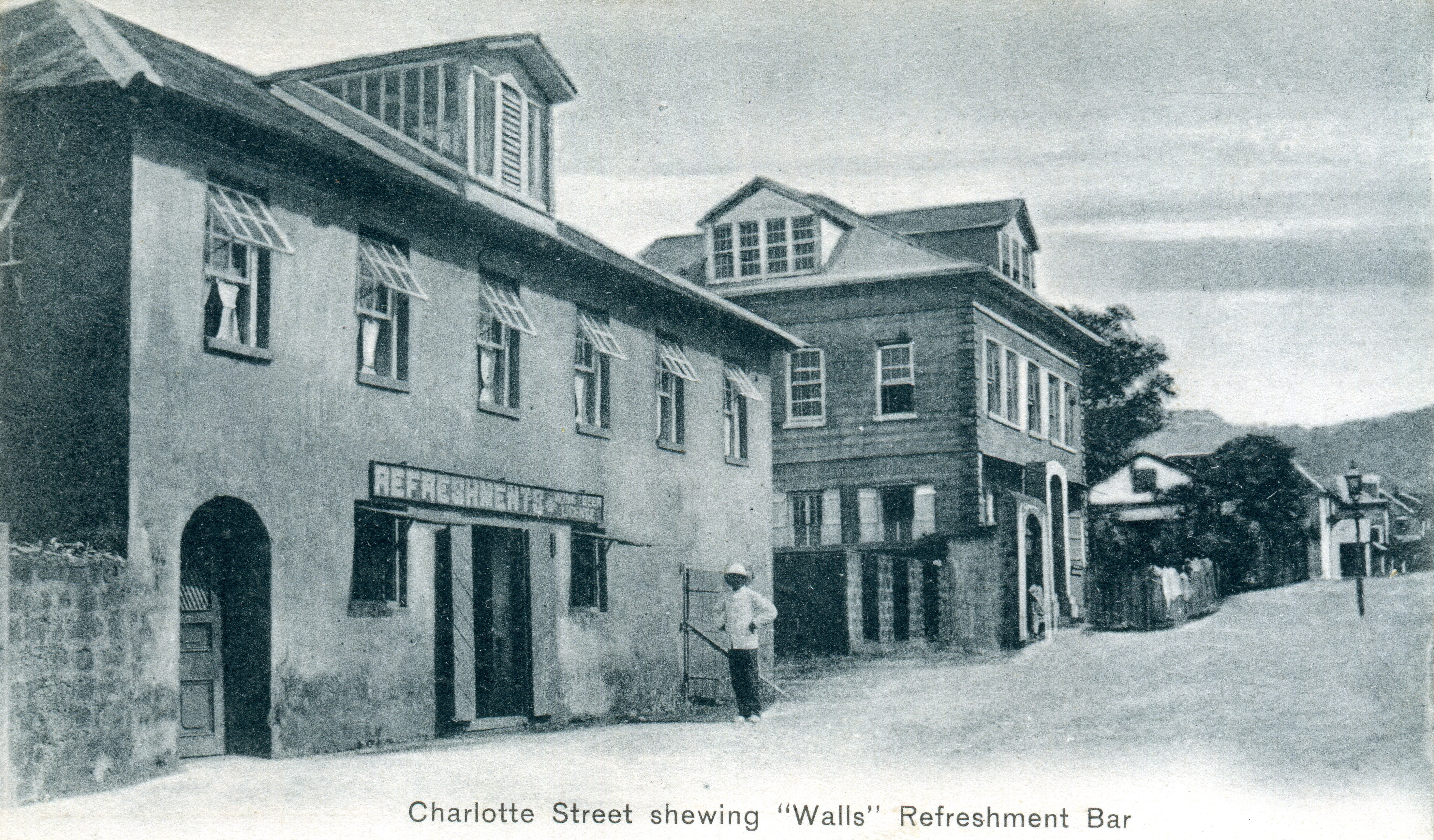
Freetown in Sierre Leone, um 1905

Die Architektur im westafrikanischen Sierra Leone lässt sich grob in drei Epochen einteilen. Die vorkoloniale Zeit, britische Kolonialzeit (etwa 1791 bis 1961) und die nachkoloniale Zeit.

## Kolonialzeit

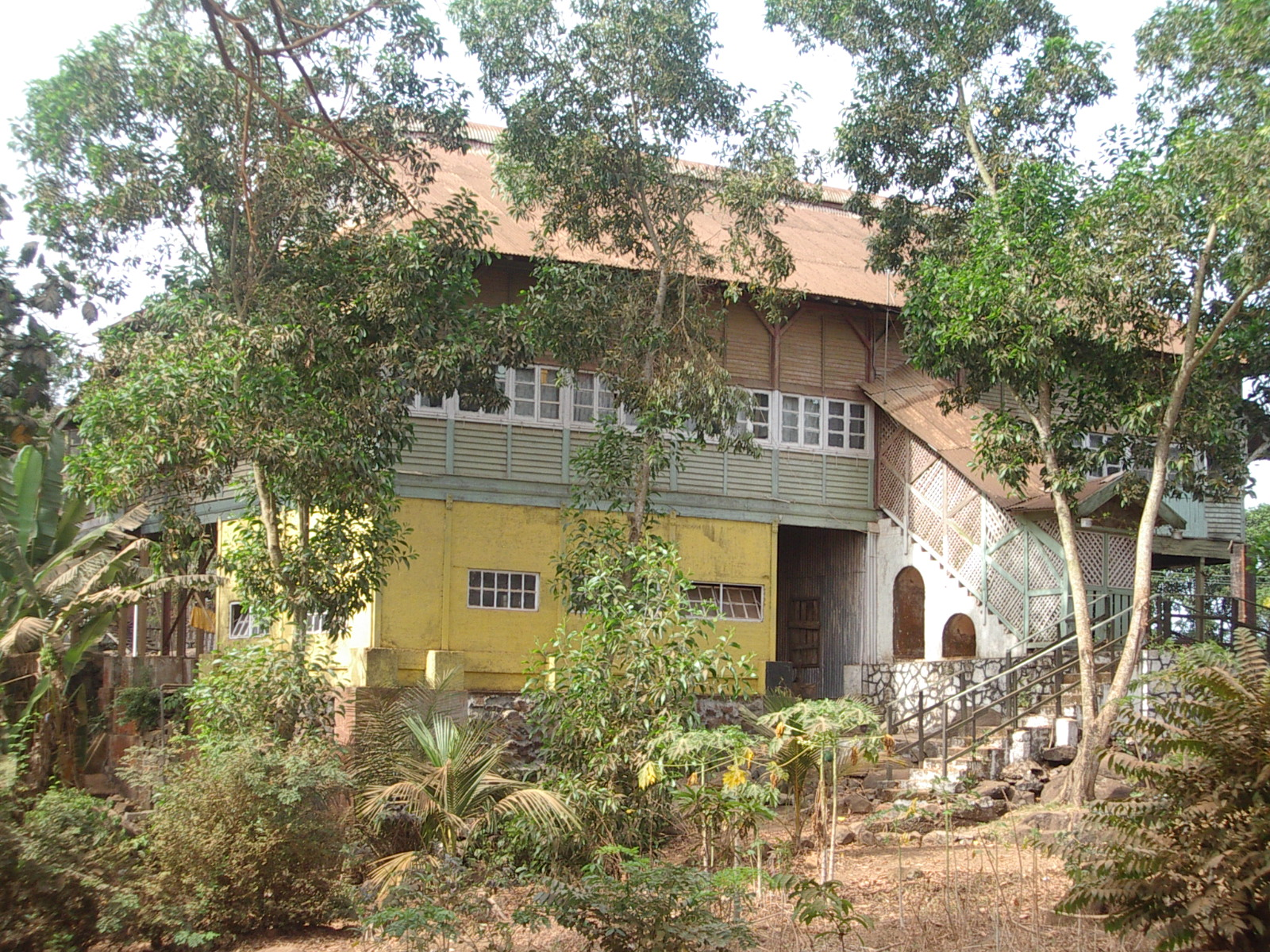
Bode ose in Hill Station (2007)

Die Architektur der britischen Kolonialzeit in Sierra Leone ist geprägt von Holzhäusern, die auch heute noch – meist in schlechtem Zustand – vor allem in der Hauptstadt Freetown zu sehen sind. Sie wurden durch die Bauweise der westindischen Inseln beeinflusst. Sie sind in Krio als bode ose bekannt. Vermutlich ist diese Art von Bauweise auf zurückgekehrte Sklaven, rund um Thomas Peters aus der heutigen kanadischen Provinz Nova Scotia zurückzuführen. Teile der Häuser sind aus Kiefer errichtet, die es natürlich nicht in Sierra Leone zu finden gibt.
Die Holzhäuser wurden ab 1792 errichtet. Die letzten noch bestehenden Häuser dieser Art sollen von Anfang des 20. Jahrhunderts stammen. Spätestens ab 1940 durften aufgrund der Brandgefahr keine derartigen Bauten mehr errichtet werden. Die beeindruckendsten dieser Häuser sind im Stadtviertel Hill Station zu finden. Zum Schutz vor dem Wetter sind zahlreiche der Holzhäuser, vor allem im Stadtviertel Congo Town, heute mit Wellblech verkleidet.
Vor allem Regierungs- und andere staatliche Gebäude aus der Kolonialzeit, darunter der bestehende Oberste Gerichtshof und das Hauptgebäude des Fourah Bay College, der ersten Universität Schwarzafrikas, wurden aus Stein im Kolonialstil des Vereinigten Königreichs errichtet. Auch die Sklavenforts wurden aus Stein gebaut.
Einige der Häuser werden, auch aufgrund ihres Status als Nationaldenkmal von staatlichen Stellen instand gehalten und renoviert. Eine Kartierung erfolgt in Rahmen eines Projektes des Architectural Field Office.

## Postkoloniale Architektur

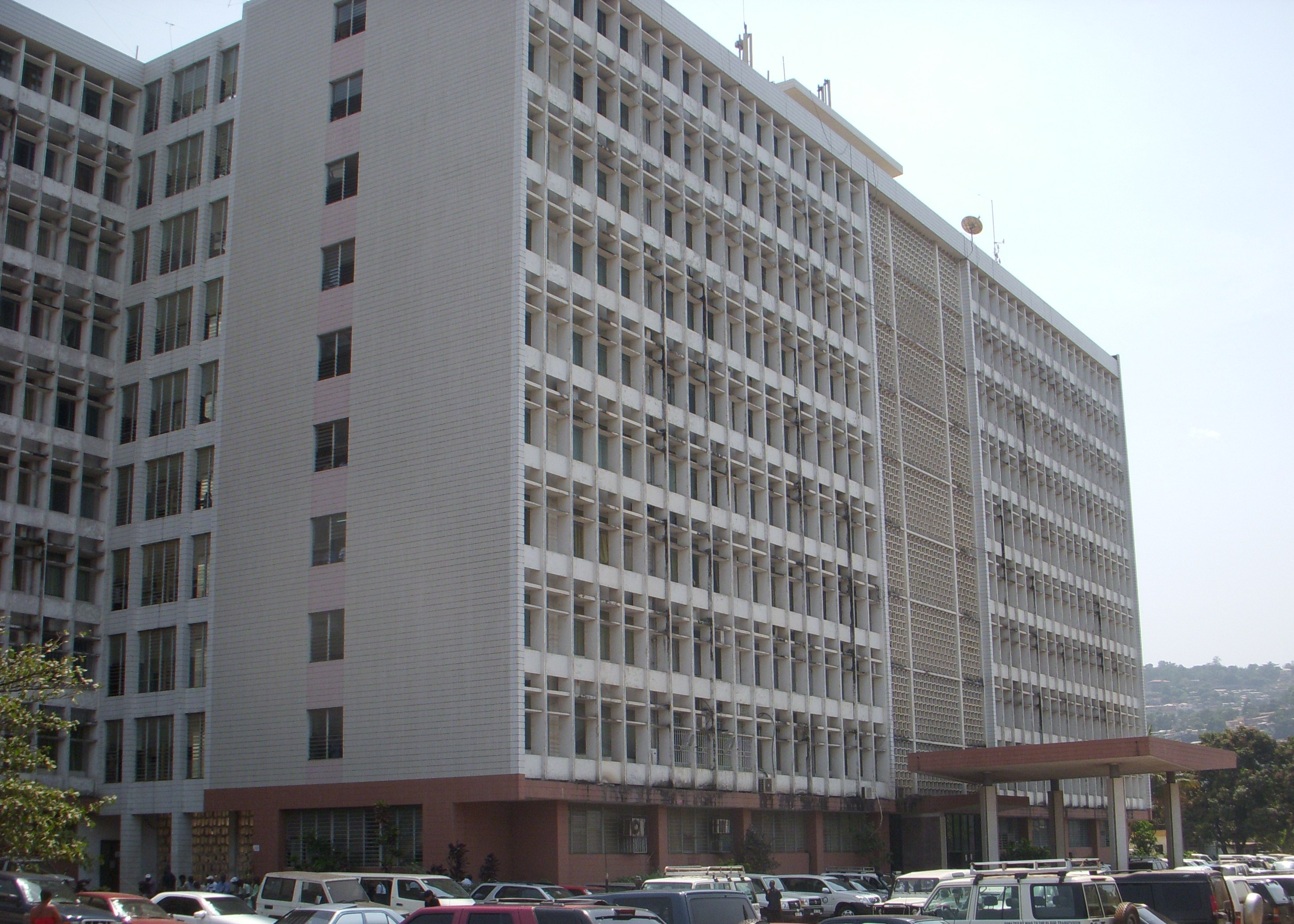
Youyi Building, eines der größten Gebäude des Landes

Die Architektur nach der Kolonialzeit ist durch internationale Baustile geprägt. Lokale sierra-leonische Einflüsse fehlen vor allem bei institutionellen Gebäuden gänzlich. Der dänische Ableger der internationalen Organisationen Architecture Sans Frontieres versucht 2009 in diversen Projekten einen modernen Baustil mit sierra-leonischen Elementen, vor allem Holz, umzusetzen.

## Galerie

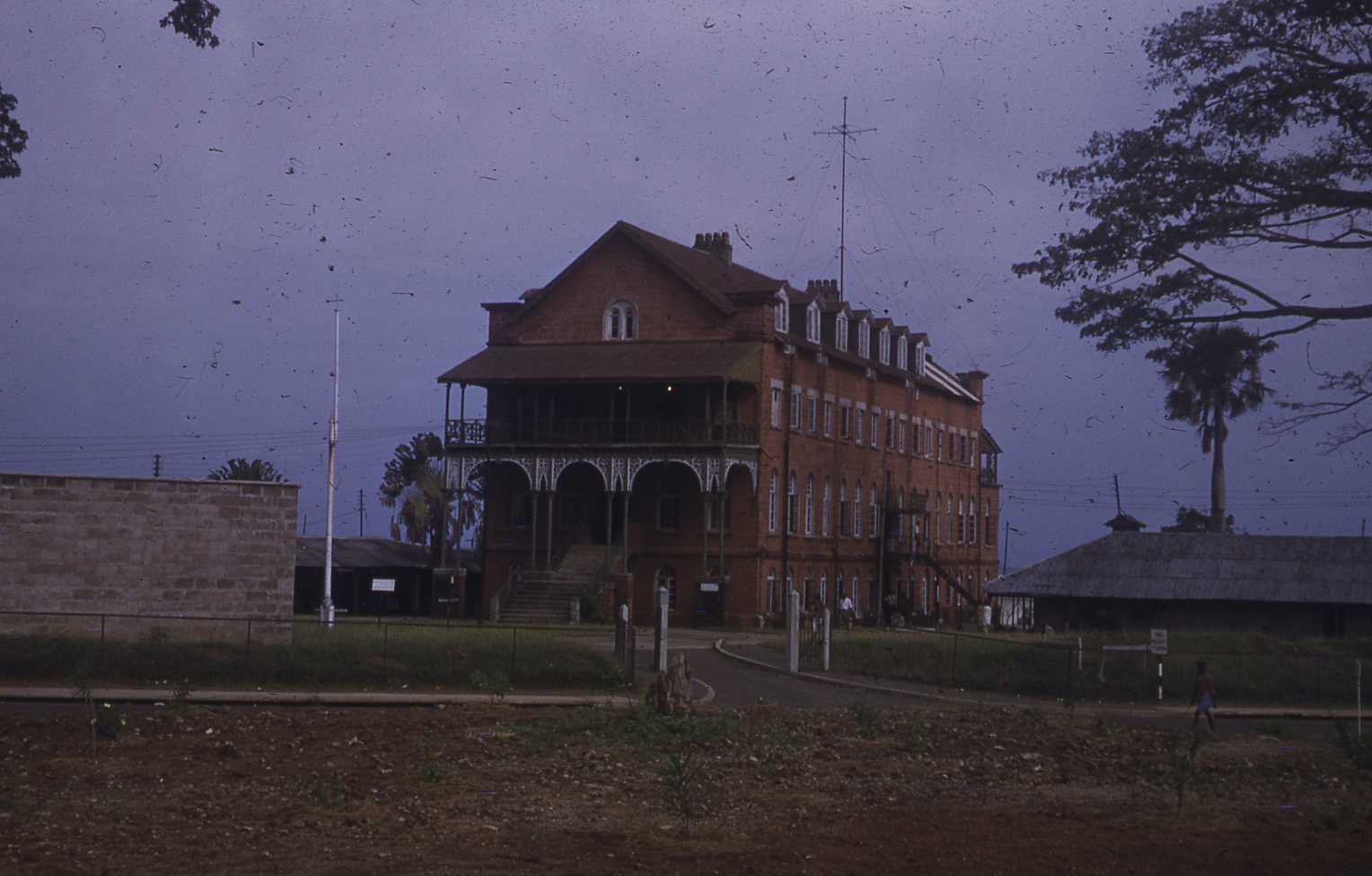
Originalgebäude des Fourah Bay College
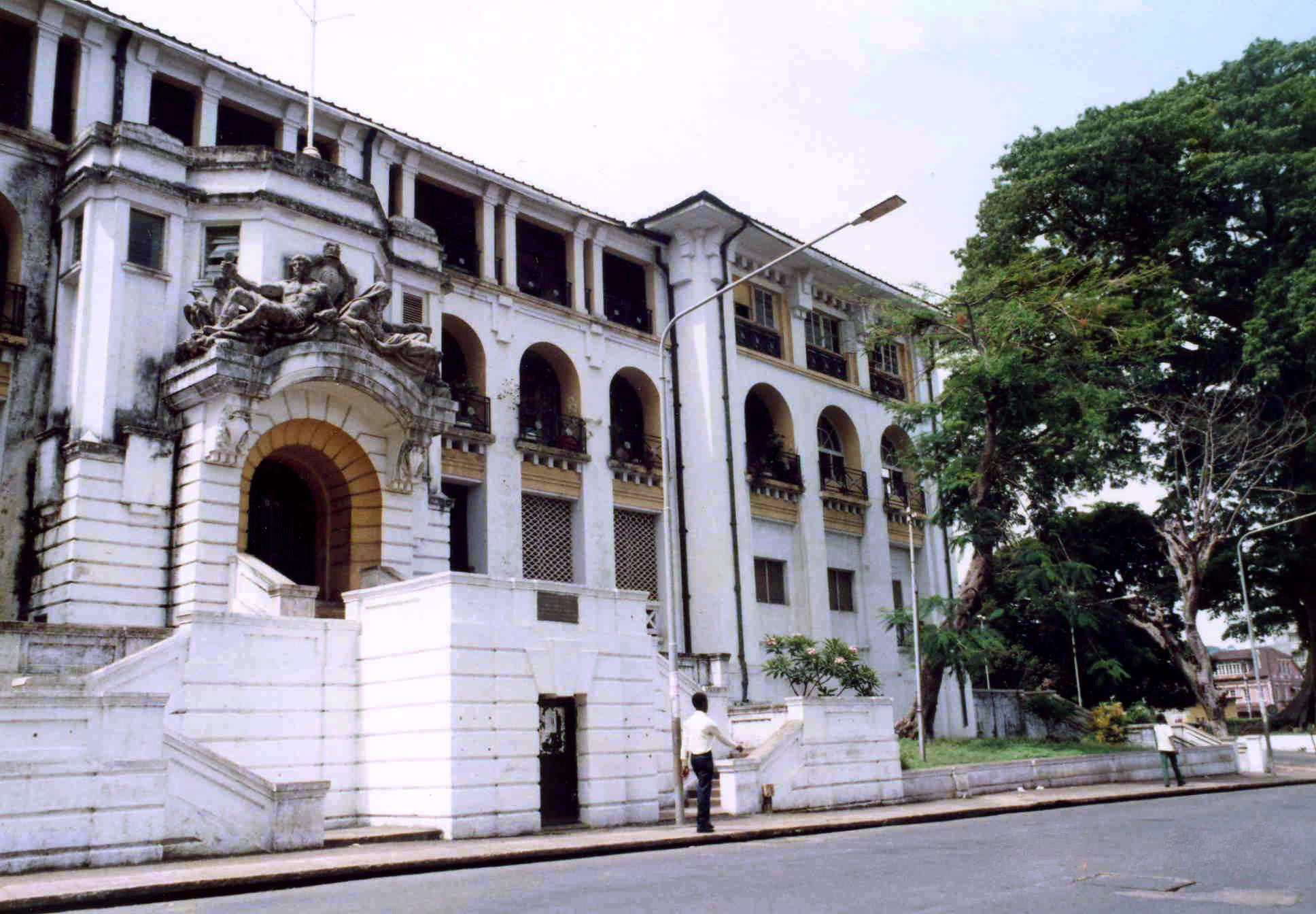
Obergericht; errichtet zur Kolonialzeit